# Pierusza
Pierusza – wieś w Polsce położona w województwie dolnośląskim, w powiecie wołowskim, w gminie Wołów.
Według danych z 2011 roku miejscowość zamieszkiwało 61 osób.

## Podział administracyjny
W latach 1975–1998 miejscowość administracyjnie należała do województwa wrocławskiego.

## Nazwa
W księdze łacińskiej Liber fundationis episcopatus Vratislaviensis (pol. Księga uposażeń biskupstwa wrocławskiego) spisanej za czasów biskupa Henryka z Wierzbna w latach 1295–1305 miejscowość wymieniona jest w zlatynizownej formie Perusa Janussii.